# 마누엘 플라사
마누엘 헤수스 플라사 레예스(스페인어: Manuel Jesús Plaza Reyes, 1900년 3월 17일 ~ 1969년 2월 9일)는 칠레의 육상 선수로 주 종목은 마라톤이다. 네덜란드 암스테르담에서 열린 1928년 하계 올림픽 마라톤에서 2시간 33분 23초의 기록으로 은메달을 획득하였다.
1924년 하계 올림픽 마라톤에서는 6위를 기록했다.